# Sfânta Cruce

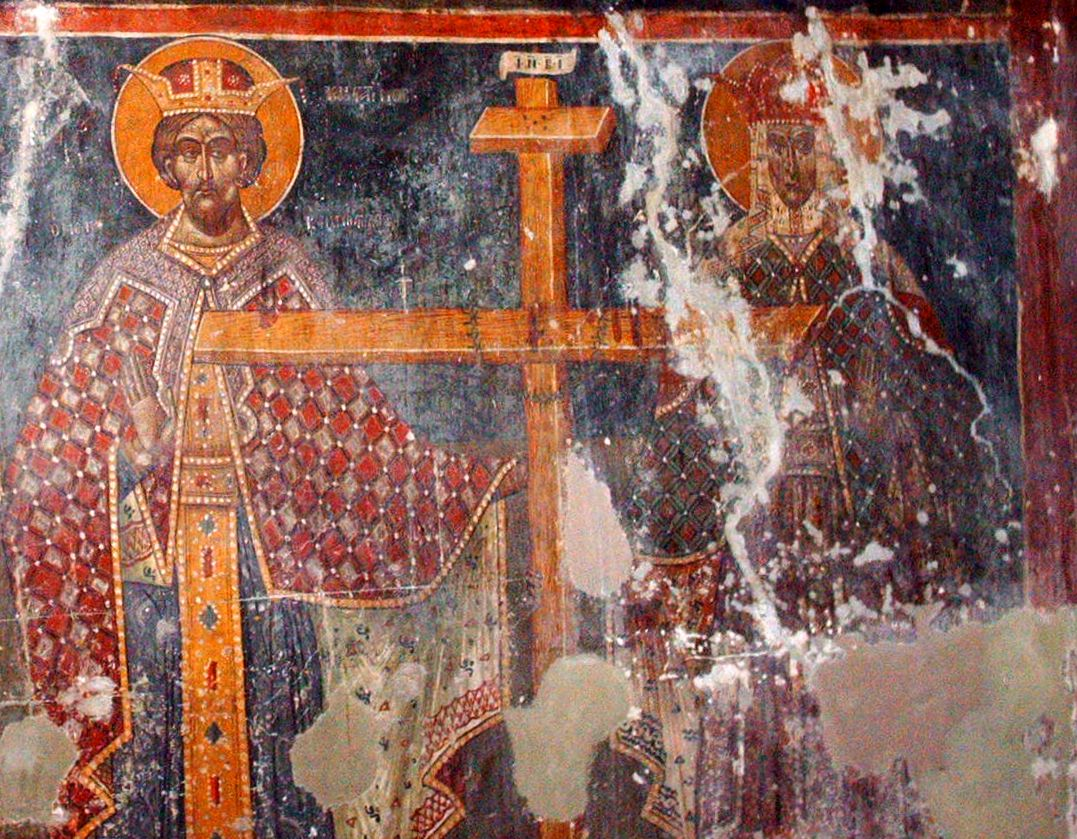
Constantin și Elena care ținând în mână lemnul crucii, frescă din secolul al XVI-lea, Berat, Albania

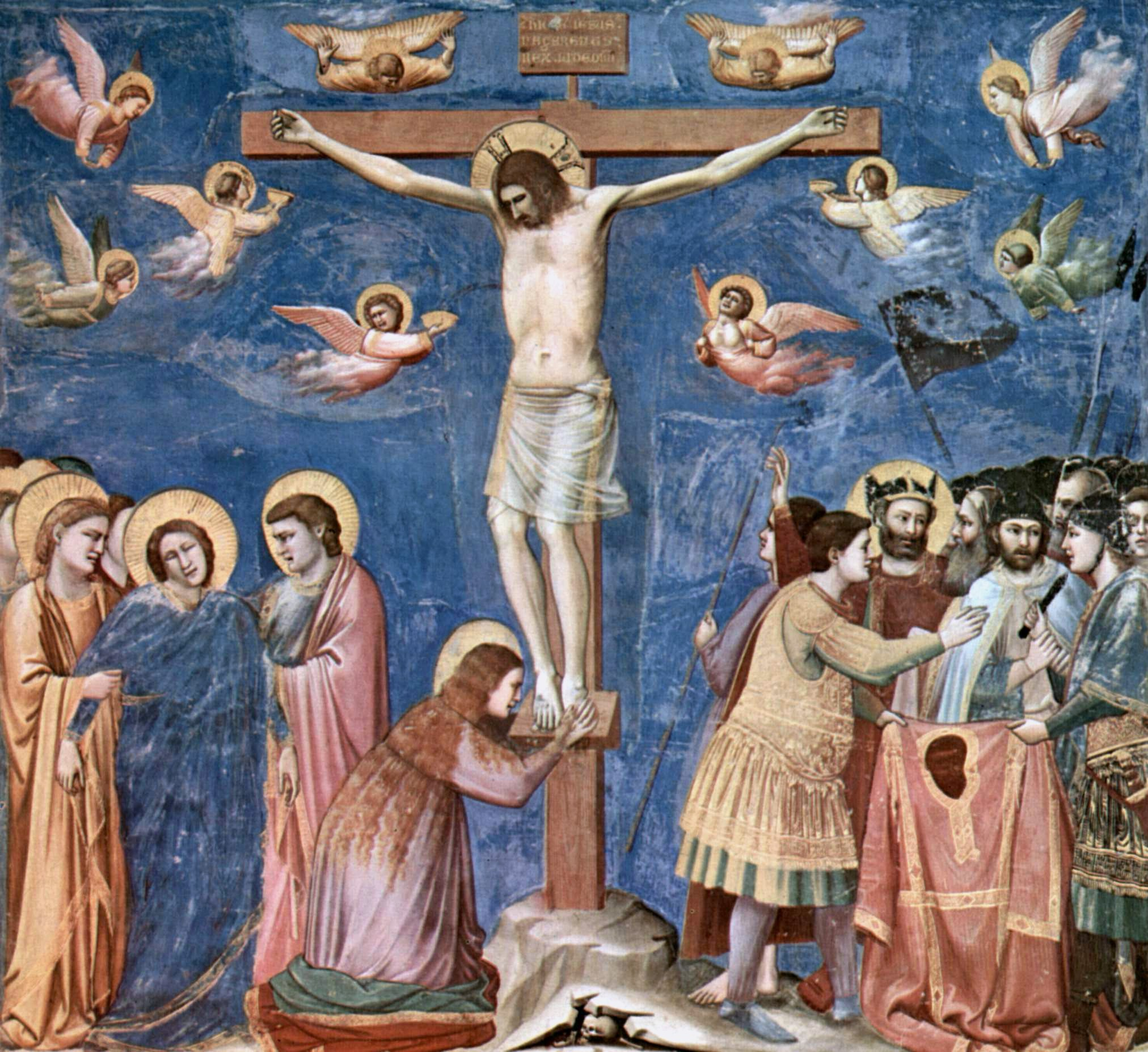
Răstignirea, frescă de Giotto, secolul al XIV-lea, Cappella degli Scrovegni, Padova

Sfânta Cruce este instrumentul pe care, potrivit tradiției creștine, a avut loc răstignirea lui Isus. Pe 14 septembrie este sărbătorită în calendarul creștin Înălțarea Sfintei Cruci, adică ziua în care crucea găsită în 13 septembrie 326 la Ierusalim de Elena Augusta a fost arătată poporului. Cinstirea Sfintei Cruci este făcută în Biserica Romano-Catolică și în liturghia de Vinerea Mare, care este o sărbătoare mobilă. 